# بوهدان سارنافسكي
بوهدان سارنافسكي (بالأوكرانية: Сарнавський Богдан Ігорович)‏ (29 يناير 1995 بكييف في أوكرانيا - ) هو لاعب كرة قدم أوكراني في مركز حراسة المرمى. شارك مع منتخب أوكرانيا تحت 16 سنة لكرة القدم ومنتخب أوكرانيا تحت 17 سنة لكرة القدم ومنتخب أوكرانيا تحت 18 سنة لكرة القدم ومنتخب أوكرانيا تحت 19 سنة لكرة القدم ومنتخب أوكرانيا تحت 21 سنة لكرة القدم. أما مع النوادي، فقد لعب مع أرسنال كييف ونادي شاختار دونيتسك.

## وصلات خارجية
- بوهدان سارنافسكي على موقع اتحاد أوكرانيا (الإنجليزية)
- بوهدان سارنافسكي على موقع قاعدة بيانات كرة القدم.إي يو (الإنجليزية)
- بوهدان سارنافسكي على موقع Soccerbase.com (لاعب) (الإنجليزية)
- بوهدان سارنافسكي على موقع Soccerway.com (الإنجليزية)
- بوهدان سارنافسكي على موقع عالم كرة القدم.نت (الإنجليزية)
- بوهدان سارنافسكي على موقع AS.com (الإسبانية)